# 塞尔玛游行
是一部2014年由阿娃·杜威内执导的法英美历史剧情片，杜威内与Paul Webb联合编剧。取材自1965年发生的真实历史事件塞尔玛蒙哥马利游行。大衛·奧伊羅饰演马丁·路德·金，湯姆·威金森饰演总统林登·约翰逊，饶舌歌手凡夫俗子饰演Bevel、卡門·艾喬格饰演Coretta Scott King。
百代電影公司、Plan B Entertainment(B計畫娛樂公司)、Harpo Productions(哈波電影工作室)联合制片，派拉蒙電影负责发行。影片在2014年11月11日于美国电影学会首映，2014年12月25日美国有限上映。主题曲《Glory》赢得金球奖和奥斯卡最佳原创歌曲奖。

## 剧情
讲述1960年代，民权领袖马丁·路德·金号召塞尔玛全市黑人遊行，以迫使當時總統允許全國黑人擁有投票權。

## 角色
- 大衛·歐洛沃 - 馬丁·路德·金恩
- 湯姆·威金森 - 林登·詹森
- 提姆·羅斯 - 喬治·華萊士
- 凡夫俗子 - James Bevel
- 卡門·艾喬格 - 科麗塔·史考特·金恩
- 安德烈·荷蘭 - Andrew Young
- 泰莎·湯普森 - Diane Nash
- 洛林·圖森 - Amelia Boynton Robinson
- 歐普拉·溫芙蕾 - 安妮·李·庫珀
- 小古巴·古丁 - Fred Gray
- 奈希·纳什 - Richie Jean Jackson
- 科爾曼·多明戈 - 拉爾夫·阿伯內西
- 喬瓦尼·瑞比西 - Lee C. White
- 亞歷桑德羅·尼沃拉 - 約翰·多爾
- 凱斯·史坦費爾德 - Jimmie Lee Jackson
- 溫德爾·皮爾斯 - Hosea Williams
- 奧馬爾·多爾西 - James Orange
- Ledisi - Mahalia Jackson
- Trai Byers - James Forman
- 史帝芬·詹姆士（英语：Stephan James (actor)） - 約翰·路易斯
- Kent Faulcon - Sullivan Jackson
- John Lavelle - Roy Reed
- 傑瑞米·史壯 - James Reeb
- 迪倫·貝克 - 約翰·埃德加·胡佛
- Nigel Thatch - 麥爾坎·X
- Charity Jordan - Viola Lee Jackson
- Haviland Stillwell - Johnson's Secretary
- Tara Ochs - Viola Liuzzo
- 馬丁·辛[3] - Frank Minis Johnson

## 制作
2014年5月20日在乔治亚州的亚特兰大取景开拍，阿拉巴马州也是拍摄地。

## 发行
香港在2015年3月12日上映，原本澳門也在3月12日上映，但《愛瞞日報》日前報道UA澳門銀河不會上映該片，令澳門影迷失望。

### 评价
口碑很高，烂番茄新鲜度高达99%，平均分8.7；Metacritic上42家媒体综评89分。《纽约时报》给满分：影片充斥着悬念和惊喜，富含使人着迷的角色，在高效率、有重点的叙事方面也成效显著。《芝加哥太阳报》给满分：保罗·韦伯的剧本加上摄影师朴实、美丽得令人吃惊地现实化摄影方式，导演刻画了一个高大而感人的马丁·路德·金形象。
许多影评人将其列入年度十佳影片之列。

### 票房
美国扩映后首周末取得1120万美元，次于动作片《飓风营救3》名列亚军。